# Великий потік (притока Ториси)
Великий потік (словац. Veľký potok) — річка в Словаччині, ліва притока Ториси, протікає в округах Сабінов і Пряшів.
Довжина — близько 13.6 км. Витік знаходиться в масиві Чергівські гори — на висоті приблизно 905 метрів (схил гори Лиса). Протікає територією сіл Бодовце; Шариські Соколовці; Якубовани і Ґреґоровце
Впадає у Торису на висоті приблизно 273 метри.
Притоки
- праві
  - безіменні
  - Бернат
- ліві
  - безіменні
  - Безовський потік